# 유궁
광세왕 유궁(廣世王 劉宮, ? ~ ?)은 전한 말기의 제후왕으로, 유일한 광세왕이다. 강도역왕 유비의 손자며 마지막 강도왕 유건의 조카로 우이후 유몽지의 아들이다.

## 행적
《한서》 평제기에는 광세왕이 될 무렵 우이후를 지내고 있었다고 했으나, 제후왕표에는 우이후의 아들이라고 했고, 왕자후표에서는 강도역왕의 아들 우이후 유몽지는 작위를 습작하지 못하고 박탈당했다고 하기 때문에 정황이 모호하다. 평제 치세인 원시 2년(2년), 왕망이 기존에 단절된 제후왕의 후손을 다시 세우면서 강도역왕의 후사가 끊긴 지 121년 만에 강도역왕의 후사를 받들어 광세나라에 봉해졌다.
광세왕 궁 5년(6년), 왕망이 전한을 멸하고 신나라 황제에 오르면서 일괄적으로 전한 제후왕의 작위를 공으로 폄작해 공으로 폄작됐고, 이듬해에는 작위를 잃었다.